# Nemesia meridionalis
Espèce
Synonymes
- Mygale meridionalis Costa, 1835
- Nemesia badia Ausserer, 1871

Nemesia meridionalis est une espèce d'araignées mygalomorphes de la famille des Nemesiidae.

## Distribution
Cette espèce se rencontre en Italie, en France et en Espagne.

## Description
Le mâle décrit par Isaia et Decae en 2012 mesure 12,9 mm et la femelle 18,5 mm.

## Systématique et taxinomie
Cette espèce a été décrite sous le protonyme Mygale meridionalis par Costa en 1835. Elle est placée dans le genre Nemesia par Simon en 1873.

## Publication originale
- Costa, 1835 : Aracnidi. Fauna del regno di Napoli, Napoli, p. 1-24.